# Franz Graf-Stuhlhofer
Franz Graf-Stuhlhofer (* 4. Juni 1955 in Wien), bis zu seiner Heirat Franz Stuhlhofer, ist ein österreichischer Naturwissenschaftshistoriker, Kirchenhistoriker und baptistischer Theologe, der in Wien lebt. Er lehrt im Rahmen der Ausbildung freikirchlicher Religionslehrer an der Kirchlichen Pädagogischen Hochschule Wien/Krems. Früher unterrichtete er an Schulen freikirchliche Religion und an der Universität Wien Naturwissenschaftsgeschichte. Er publiziert in historischen, theologischen sowie philosophischen Fachzeitschriften und Buchreihen, außerdem verfasst er Gastkommentare in einer Tageszeitung.
Graf-Stuhlhofer hat mehrere Forschungsschwerpunkte. Sein statistischer Zugang zur Geschichte des Bibelkanons wurde im Rahmen der Einleitung in das Neue Testament aufgegriffen. Seine Studien zur Geschichte der Wiener Universität im frühen 16. Jahrhundert führten zu der neuen These vom Weiterbestehen des Poetenkollegs. Die Geschichte der NS-Zeit betreffen seine Darstellungen der Predigten des nationalsozialismuskritischen Predigers Arnold Köster sowie des Verhaltens und des Schicksals der Wiener Akademie der Wissenschaften. Die auf Bibelstellen gestützten, die nahe Zukunft betreffenden Vorhersagen von Bibelforschern um 1900 und von protestantischen Autoren in den Jahren vor 1989 verglich er mit der tatsächlichen Weltentwicklung.

## Leben
Er wuchs als Franz Stuhlhofer in Wien auf. Hier studierte er Geschichte, Naturwissenschaften und Theologie. 1980 wurde er mit einer Untersuchung über einen nach 1500 in Wien wirkenden humanistischen Astronomen zum Dr. phil. promoviert (in Geschichte der Neuzeit, mit Nebenfach Alte Geschichte). Dem Studium in Wien folgten zwei Semester Geschichte der Naturwissenschaften an der Universität Hamburg. Seine naturwissenschaftlichen Studien schloss er 2002 an der Universität Aarhus (Dänemark) mit einem Bachelor of Science ab.
Seit 1994 ist er mit Adelheid Graf verheiratet und trägt seither den Doppelnamen Graf-Stuhlhofer.
Er unterrichtet an einer Schule freikirchliche Religion, an einer Pädagogischen Hochschule Bibelwissenschaft und Dogmatik und an der Universität Wien Naturwissenschaftsgeschichte. Er verfasst regelmäßig Gastbeiträge in der Wiener Zeitung.

## Forschungsgebiete

### Bibelgebrauch
Graf-Stuhlhofer wandte sich mit quantitativen Methoden der Wirkungsgeschichte der Bibel zu. Er untersuchte, wie intensiv die einzelnen zu dieser „Bibel“ genannten Sammlung gehörenden Bücher in Predigten sowie im theologischen Disput tatsächlich verwendet wurden; seine Ergebnisse erschienen als Buch: Der Gebrauch der Bibel von Jesus bis Euseb. Graf-Stuhlhofers Zugang fand Aufnahme in die deutsch- und englischsprachige Einleitungswissenschaft zum Neuen Testament.
In seiner Darstellung der biblischen Kanonsgeschichte stützt sich John Barton stark auf Graf-Stuhlhofers quantitative Ergebnisse, durch die – gemäß Bartons Einschätzung – die Kanonsdiskussion eine neue Ebene erreicht hat. Den Befund, dass es in der Praxis in Bezug auf die Verwendungs-Intensität oft drei Klassen von Schriften gibt, hält Barton für grundlegend. In seiner Gesamtdarstellung der Geschichte der Bibel (2020) greift Barton mehrere, die frühe Kirchengeschichte betreffende Ergebnisse von Stuhlhofer auf: Die deuterokanonischen Bücher wurden deutlich weniger intensiv verwendet als die protokanonischen des ATs; das AT wurde eher formell als „Schrift“ zitiert als neutestamentliche Bücher, obwohl diese weit intensiver verwendet wurden; die von Eusebius präsentierte Dreiteilung neutestamentlicher Bücher lässt sich auch in der Verwendungs-Intensität erkennen; hinsichtlich des Gebrauchs einzelner biblischer Bücher gab es von Beginn an eine große Konstanz.
Rezensionen in theologischen Fachzeitschriften beurteilten die Ergebnisse dieses neuen Zugangs als anregend, verwiesen aber auch auf – nach Meinung mancher Rezensenten nicht ausreichend berücksichtigte – methodische Schwierigkeiten.
Die quantitative Betrachtung des Bibelgebrauchs wandte Graf-Stuhlhofer auch auf andere Epochen der Kirchengeschichte an, etwa auf einzelne Reformatoren wie Martin Luther.

### Universität Wien nach 1500
Im Jahr 1501 stiftete Kaiser Maximilian I. eine humanistische Pionier-Einrichtung, ein Collegium poetarum (Poetenkolleg) an der Wiener Universität, mit vier Lehrstühlen. Konrad Celtis war der Initiator und Leiter. Die Historiker schätzten es früher so ein, dass dieses Kolleg höchstens bis zum Tod von Celtis 1508 Bestand hatte, also nur einige Jahre lang betrieben wurde. Aufgrund mehrerer Indizien kam Graf-Stuhlhofer zur Auffassung, dass dieses Kolleg den Tod Celtis’ überdauerte und bis in die 1530er Jahre hinein weiterbestand – also über mehrere Jahrzehnte hinweg. Diese neue Einschätzung wurde von Kurt Mühlberger, dem langjährigen Direktor des Wiener Universitätsarchivs, akzeptiert und ausgebaut.

### Naturwissenschaftsgeschichtsschreibung
Im umfangreichen Buch Lohn und Strafe in der Wissenschaft. Naturforscher im Urteil der Geschichte wird untersucht, welche Faktoren dazu beitragen, dass bestimmte Entdeckungen einzelnen Forschern zugerechnet werden. In ihrer Rezension sprachen Karin Figala und Andreas Kühne von der „guten Lesbarkeit des Buches“, und:
„Die Faszination der Beispiele korrespondiert mit einem frischen, an angelsächsischen Vorbildern geschulten Stil, der gefärbt ist durch Witz und treffende Bilder. Vor allem der Stil ist es, der das Buch auch in jenen Abschnitten, in denen nicht mit Curiosa operiert werden kann, zu einer fesselnden Lektüre macht. Die große Belesenheit des Autors beeindruckt, ohne durch trockene Gelehrsamkeit überwältigen zu wollen. Eine strenge Auswahl und Kürzung der Zitate verhindert, daß sich der Leser in einem Fußnotenverhau verliert, eine Gefahr, die der Gegenstand beinahe zwangsläufig nahelegt.“

### Quantitativ-historische Wissenschaftsforschung
In die Wissenschaftsforschung, die Anwendung wissenschaftlicher Methoden auf die Wissenschaft selbst, wird auch die Wissenschaftsgeschichte mit einbezogen. Graf-Stuhlhofer setzte voraus, dass die von Wissenschaftshistorikern getroffene Auswahl dem historischen Verlauf einigermaßen angemessen ist, und wertete Zeittafeln wichtiger Entdeckungen sowie Lexika großer Naturforscher statistisch aus. Abgesehen von der Möglichkeit, Rückschlüsse auf den historischen Verlauf zu ziehen, eignet sich eine solche Betrachtung auch zur Selbstreflexion solcher Lexika, denn sie führen den Herausgebern dieser Lexika vor Augen, welcher historische Eindruck durch ihre Auswahl vermittelt wird.

### NS-kritische Predigten
Graf-Stuhlhofer hält die in Österreich während der NS-Zeit gehaltenen Predigten des Baptisten Arnold Köster für einzigartig, da sich darin wiederholt politische Bezugnahmen finden und diese oft eine Kritik an Eigenheiten der nationalsozialistischen Propaganda und Praxis beinhalten.

### Eschatologie
Die christliche Erwartung des Wiederkommens Jesu wurde oft mit politischen Gegenwartsereignissen verknüpft, vor allem seit dem Sechstagekrieg 1967. Bücher mit der Botschaft, dass das Ende nun unmittelbar bevorstehe, erlebten auch im deutschen Sprachraum hohe Auflagen. Stuhlhofer nahm erstmals eine kritische Überprüfung der in diesen Büchern enthaltenen Ankündigungen vor und zeigte dabei, dass diese größtenteils verfehlt waren.

## Auszeichnungen
- 1988 Kardinal-Innitzer-Förderungspreis für Geisteswissenschaften für sein Buch Lohn und Strafe in der Wissenschaft.
- 1988 Wissenschaftspreis des Landes Niederösterreich Förderungspreis

## Schriften (Auswahl)
zum Bibelgebrauch:
- Der Gebrauch der Bibel von Jesus bis Euseb. Eine statistische Untersuchung zur Kanonsgeschichte (= Monographien und Studienbücher. Bd. 335). R. Brockhaus, Wuppertal 1988.
- Der Ertrag von Bibelstellenregistern für die Kanonsgeschichte. In: Zeitschrift für die Alttestamentliche Wissenschaft 100 (1988), S. 244–261.

zur Universitätsgeschichte:
- Das Weiterbestehen des Wiener Poetenkollegs nach dem Tod Konrad Celtis’ (1508). Eine humanistische Pioniereinrichtung und ihr Wirkungsumfeld. In: Zeitschrift für historische Forschung 26 (1999), S. 393–407.

zu Astronomie und -logie in Spätmittelalter und Frühneuzeit:
- Nachweis astrologischer Zeitenwahl im Leben einiger Habsburger. In: Anzeiger der phil.-hist. Klasse der Österreichischen Akademie der Wissenschaften 117 (1980), S. 275–283.
- Tradition(en) und Empirie in der frühneuzeitlichen Naturforschung. In: Helmuth Grössing, Kurt Mühlberger (Hrsg.): Wissenschaft und Kultur an der Zeitenwende (= Schriften des Archivs der Universität Wien. Bd. 15). V&R unipress, Göttingen 2012, S. 63–80.

zur Wissenschaftsforschung:
- Unser Wissen verdoppelt sich alle 100 Jahre. Grundlegung einer ‚Wissensmessung‘. In: Berichte zur Wissenschaftsgeschichte 6 (1983) S. 169–193.
- Lohn und Strafe in der Wissenschaft. Naturforscher im Urteil der Geschichte (= Perspektiven der Wissenschaftsgeschichte, Bd. 4). Böhlau, Wien u. a. 1987, ISBN 3-205-06771-1 (zur Wissenschaftshistoriographie).
- Darwinismus-Rezeption bei Österreichs Biologen. Nicht zwei Schulen, sondern viele Richtungen. In: Michael Benedikt, Reinhold Knoll (Hrsg.): Bildung und Einbildung … Philosophie in Österreich (1820–1880) (= Verdrängter Humanismus – Verzögerte Aufklärung. Bd. 3). Wien 1995, S. 797–807.

zum Christentum in Österreich im 20. Jh.:
- Evangelische Allianz in Wien von der Ersten Republik bis zur NS-Zeit (1920–45). Edition der Sitzungsprotokolle und Programme (= Studien zur Geschichte christlicher Bewegungen reformatorischer Tradition in Österreich. Bd. 2). VKW, Bonn 2010.
- Freikirchen in Österreich seit 1846. Zur Quellenlage und zu Methodenfragen. In: Jahrbuch für die Geschichte des Protestantismus in Österreich 124 (2008/09), S. 270–302.
- Täuferkirchen in der Ostmark. Von Adventisten, Baptisten, Mormonen, Pfingstlern und Zeugen Jehovas (Forschungsbericht). In: Österreich in Geschichte und Literatur 44 (2000), S. 73–93.

zur Geschichte der Zeugen Jehovas:
- Charles T. Russell und die Zeugen Jehovas. Der unbelehrbare Prophet. Schwengeler, Berneck 1990, ISBN 3-85666-293-6 (3. Auflage 1994).

zu NS-kritischen Predigten:
- Öffentliche Kritik am Nationalsozialismus im Großdeutschen Reich. Leben und Weltanschauung des Wiener Baptistenpastors Arnold Köster (1896–1960) (= Historisch-Theologische Studien zum 19. und 20. Jahrhundert. Bd. 9). Neukirchener Verlag, Neukirchen-Vluyn 2001.[21]

zur Wissenschaft in der NS-Zeit:
- Die Akademie der Wissenschaften in Wien im Dritten Reich. In: Christoph J. Scriba (Hrsg.): Die Elite der Nation im Dritten Reich. Das Verhältnis von Akademien und ihrem wissenschaftlichen Umfeld zum Nationalsozialismus (= Acta historica Leopoldina. Bd. 22). Halle/Saale 1995, S. 133–159.
- Opportunisten, Sympathisanten und Beamte. Unterstützung des NS-Systems in der Wiener Akademie der Wissenschaften, dargestellt am Wirken Nadlers, Srbiks und Meisters. In: Wiener Klinische Wochenschrift 110 (1998) Heft 4–5 (Themenheft „Zum 60. Jahrestag der Vertreibung der jüdischen Kollegen aus der Wiener medizinischen Fakultät“), S. 152–157.
- Judenschicksal kein Thema. Briefe deutscher Naturwissenschaftler zur NS-Zeit zwischen Anteilnahme und Antisemitismus. In: Aschkenas. Zeitschrift für Geschichte und Kultur der Juden 9 (1999), S. 447–487.

zum Nationalsozialismus:
- Hitler zum Fall Heß vor den Reichs- und Gauleitern am 13. Mai 1941. Dokumentation der Knoth-Nachschrift. In: Geschichte und Gegenwart. Vierteljahreshefte für Zeitgeschichte, Gesellschaftsanalyse und politische Bildung 18 (1999), S. 95–100.

zur Eschatologie:
- „Das Ende naht!“ Die Irrtümer der Endzeit-Spezialisten (= Theologisches Lehr- und Studienmaterial. Bd. 24). Verlag für Kultur und Wissenschaft, 3. Aufl. Bonn 2007 (Nachdruck der 2. Aufl. 1993, neu mit Register).[22]

zu Naturwissenschaft und Religion:
- Die Evolutionstheorie und die Frage nach dem Weltgrund. In: Philosophia naturalis. 20, 1982/1983, S. 492–505.
- Naturforscher und die Frage nach Gott. Berneck 1988 (auch in Italienisch und in Kroatisch).

von Graf-Stuhlhofer verfasste Buchkritiken:
- Auszüge aus Rezensionen von Büchern anderer Autoren

Mitherausgeber
- Studien zur Geschichte christlicher Bewegungen reformatorischer Tradition in Österreich. VKW, Bonn, ab 2006 (gemeinsam mit Frank Hinkelmann und Thomas Schirrmacher).
- Frisches Wasser auf dürres Land. Festschrift zum 50-jährigen Bestehen des Bundes der Baptistengemeinden in Österreich (= Baptismus-Studien, Bd. 7). Oncken, Kassel 2005, ISBN 978-3-87939-203-2.